# Cảnh Trọng Minh
Cảnh Trọng Minh (tiếng Trung: 耿仲明; bính âm: Gěng Zhòngmíng; Wade–Giles: Keng3 Chung4-ming2; 1604 – 1649), tự Vân Đài (雲臺), là vị tướng lĩnh thời Minh mạt Thanh sơ. Ông quê ở Cái Châu, Liêu Đông, từng giữ chức Tham tướng Đăng Châu đầu thời Sùng Trinh, là một trong ba phiên trấn đầu thời Thanh. 

## Binh nghiệp cuối thời Minh
Cảnh Trọng Minh được giới sử học mô tả là một người đàn ông cao lớn, nước da ngăm đen, nổi tiếng vì sự dũng cảm và tháo vát. Lần đầu tiên ông phục vụ dưới quyền Tổng binh nhà Minh Mao Văn Long gần biên giới Triều Tiên. Khi Mao bị Viên Sùng Hoán xử tử vì bất tuân thượng lệnh vào năm Sùng Trinh thứ 2 (1629), ông và thuộc tướng khác là Khổng Hữu Đức cảm thấy bất mãn nên đã từ chối phụng sự họ Viên. Cả hai vội dẫn theo quân bản bộ lên thuyền rời khỏi Bán đảo Liêu Đông chạy đến Đăng Châu ở Sơn Đông. Tại đây, ông được Tuần phủ Sơn Đông Tôn Nguyên Hóa bổ nhiệm làm Bộ binh Tả doanh Tham tướng và cho phép đồn trú Đặng Châu, nơi Tôn đang chế tạo đại bác kiểu châu Âu với sự giúp đỡ của binh lính Bồ Đào Nha. Tôn đã huấn luyện cho Cảnh và Khổng cách sử dụng pháo binh Bồ Đào Nha. Ít lâu sau, Tôn Nguyên Hóa ra lệnh cho hai người bọn họ điều động lực lượng đánh chặn phía sau quân Hậu Kim, nhưng do quân lương không tới kịp đã khiến lòng quân dao động, Cảnh và Khổng nhân dịp này mới âm thầm mưu tính nổi dậy chống lại triều đình. 
Tháng 2 năm Sùng Trinh thứ 5 (1632), Cảnh Trọng Minh cùng Khổng Hữu Đức phát động toàn quân dấy loạn ở Ngô Kiều, đánh chiếm Đăng Châu, thiết lập cứ điểm trong thành (Cảnh xưng là quan Tổng binh riêng Khổng thì tự xưng "vương"), và cố gắng tiến chiếm các thành khác ở phía đông Sơn Đông, nhưng sau cùng bị quân Minh đánh đuổi. Về phần Tôn Nguyên Hóa do thấy loạn quân tấn công đã sợ hãi mà bỏ cả nhiệm sở chạy về kinh thành nên bị triều đình khép tội chết. Tháng 5 năm Sùng Trinh thứ 6 (1633), bọn họ thấy khó mà kháng cự lại nổi quan quân bèn dẫn tàn quân vượt qua Vịnh Bột Hải trở về Liêu Đông, chạy tới đầu hàng Khả hãn Hậu Kim và hoàng đế tương lai của nhà Thanh Hoàng Thái Cực.

## Thần phục nhà Thanh
Giống như Khổng, bản thân ông được phép giữ lại quyền kiểm soát đạo quân của mình (khoảng 6.000 người). Năm Sùng Trinh thứ 6 (1633), ông giúp người Mãn chiếm được thành Lữ Thuận, và sang năm Sùng Trinh thứ 7 (1634), ông theo chân đoàn quân viễn chinh của Hậu Kim đột kích thành Đại Đồng ở Sơn Tây. Năm Sùng Đức nguyên niên nhà Thanh (1636), ông được triều đình phong là Hoài Thuận vương (懷順王). Ông còn dẫn quân tham chiến trong cuộc xâm lược Triều Tiên lần thứ hai của nhà Thanh. Năm Sùng Đức thứ 7 (1642), binh lính của ông được sáp nhập vào Hán quân Chính Hoàng kỳ.
Tháng 4 năm Thuận Trị nguyên niên (1644), thủ lĩnh quân Đại Thuận Lý Tự Thành đã chiếm được kinh thành Bắc Kinh và buộc vị Hoàng đế cuối cùng của triều Minh là Sùng Trinh phải tự sát ở Môi Sơn. Dưới sự thống lĩnh của Nhiếp chính vương Đa Nhĩ Cổn, nhà Thanh giả vờ dẫn binh nhập quan thảo phạt Lý Tự Thành hòng trả thù cho Sùng Trinh đế. Cuối tháng 5 năm đó, Đa Nhĩ Cổn và hàng tướng triều Minh Ngô Tam Quế đã cùng nhau hợp sức đánh bại đạo quân của Lý Tự Thành trong trận kịch chiến ở gần Sơn Hải Quan rồi mau chóng chiếm được kinh thành từ tay quân Đại Thuận. Cảnh Trọng Minh được cử đi tháp tùng Dự vương Đa Đạc truy đuổi Lý Tự Thành, lúc này đang trên đường rút quân về căn cứ cũ của mình ở Tây An tỉnh Sơn Tây. Sau thất bại của Lý Tự Thành, ông theo chân quân Thanh chinh phục nốt vùng Giang Nam, rồi về sau tiến binh trấn áp lực lượng phản Thanh phục Minh của Quế vương Chu Do Lang nhà Nam Minh. Năm Thuận Trị thứ 5 (1648), Cảnh Trọng Minh về lại kinh thành và được triều đình đổi phong thành Tĩnh Nam vương (靖南王). Ông cùng với Bình Tây vương Ngô Tam Quế và Bình Nam vương Thượng Khả Hỉ đều được người đời gọi chung là "ba phiên trấn đầu thời Thanh" (清初三藩, Thanh sơ tam phiên).
Triều đình nhà Thanh bèn giao cho Cảnh Trọng Minh toàn quyền chỉ huy chiến dịch tấn công Quảng Đông, khi vừa đặt chân đến Giang Tây thì ông nghe tin mình bị Bộ Hình buộc tội bảo vệ một kẻ thuộc cấp tên là Ngụy Quốc Hiền (魏國賢) dám bí mật chứa chấp đám nô bộc bỏ trốn. Cảnh Trọng Minh tìm thấy ba trăm nô bộc trong doanh trại của mình, sai người xiềng xích họ trở về kinh thành, thế rồi do sợ tội nên không đợi phán quyết từ triều đình mà ông đã treo cổ tự tử ở Cát An tỉnh Giang Tây vào tháng 11 âm lịch năm Thuận Trị thứ 6 (ngày 30 tháng 12 năm 1649). Đạo quân dưới quyền ông vẫn để cho con là Cảnh Kế Mậu chỉ huy rồi tiếp tục giao tranh với quân Nam Minh. Cảnh Kế Mậu cũng kế thừa luôn cả vương vị Tĩnh Nam vương của phụ thân rồi về sau được thuyên chuyển đến trấn đóng ở Phúc Kiến.

## Hôn sự và gia quyến
Tước vị "Hòa Thạc Ngạch Phụ" (和碩額駙) được ban cho chồng của các công chúa nhà Thanh. Cảnh Trọng Minh, vốn là một kỳ chủ người Hán, được triều đình phong làm Tĩnh Nam Vương, rồi đến lượt con mình là Cảnh Kế Mậu đã cố gắng đưa cả hai người con là Cảnh Tinh Trung (耿精忠) và Cảnh Chiêu Trung (耿昭忠) vào triều làm thị vệ dưới thời Thuận Trị đế và kết hôn với phụ nữ dòng họ Ái Tân Giác La, như cô cháu gái của Thân vương A Ba Thái lấy Cảnh Chiêu Trung và cô con gái của Hào Cách (con Hoàng Thái Cực) lấy Cảnh Tinh Trung. Con gái của An Thân vương Nhạc Lạc là Hòa Thạch Nhu Gia Công chúa (和硕柔嘉公主) được gả cho Cảnh Tụ Trung (耿聚忠), một người con khác của Cảnh Kế Mậu.

### Trích dẫn
1. 1 2 3  Wakeman 1985, tr. 197.
2. ↑  Wakeman 1985, tr. 77.
3. ↑  Wakeman 1985, tr. 198.
4. ↑  Wakeman 1985, tr. 199.
5. ↑  Wakeman 1985, tr. 209.
6. 1 2 3 4  Kennedy 1943, tr. 417.
7. ↑  Wakeman 1985, tr. 501.
8. ↑  Wakeman 1985, tr. 1017.
9. ↑  FREDERIC WAKEMAN JR. (1985). The Great Enterprise: The Manchu Reconstruction of Imperial Order in Seventeenth-century China. University of California Press. tr. 1017–. ISBN 978-0-520-04804-1.
10. ↑  FREDERIC WAKEMAN JR. (1985). The Great Enterprise: The Manchu Reconstruction of Imperial Order in Seventeenth-century China. University of California Press. tr. 1018–. ISBN 978-0-520-04804-1.